# One More Night
"One More Night" är en låt skriven av Tjeerd van Zanen och Alan Michael, framförd av Esther Hart som Nederländernas bidrag i Eurovision Song Contest 2003 i Riga i Lettland. I finalen den 24 maj slutade låten på trettonde plats med 45 poäng.